# 日本歯科評論
『日本歯科評論』（にっぽんしかひょうろん、英語: The Nippon Dental Review）は、株式会社ヒョーロン・パブリッシャーズが歯科関係者を対象として発行している月刊誌。発行部数17,000部。
1919年に中京歯科評論社より『中京歯科評論』として創刊された。その後、『日本の口腔衛生』、『日本口腔衛生』と改題の後、1940年に日本歯科評論に改題する。1944年には戦時企業統制令により一度発行が途絶えるが、1946年には復刊し、現在に至る。